# Македонска патриотична организация „Прилеп“ (Стийлтън)
Македонската патриотична организация „Прилеп“ е секция на Македонската патриотична организация в Стийлтън, Пенсилвания, САЩ. Първоначално е основано като Македонско братство „Прилеп“, основано на 6 ноември 1921 година от 30 души делегати родом предимно от град Прилеп. Организацията поддържа българската църковна община „Свето Благовещение“. Членове на временното бюро от общото събрание на МПО „Прилеп“ към 22 октомври 1932 година са Тоде Спасов, Мите Попатанасов и Димко Минов. А вече за постоянни ръководители към 4 декември са Мате Попатанасов (председател) и Димко Митов (секретар). Към февруари 1937 година председател е Трайко Стоянов, а Димко Минов е секретар. Към 11 май 1938 година Д. Минов е вече председател на организацията.